# وليم إتش. كيث جونيور
وليم إتش. كيث جونيور (بالإنجليزية: William H. Keith Jr.)‏ (8 أغسطس 1950)؛ كاتِب ومؤلِّف وروائي أمريكي.